# Capital négatif
Une situation de capital négatif  se produit lorsqu'un emprunteur est encore débiteur alors qu'il a vendu tous les biens qu'il avait achetés grâce au crédit.
Un capital négatif est fréquent en situation de dégonflement de bulle immobilière où la valeur des biens immobiliers devient inférieure au crédit restant à rembourser.